# Carl Samuel Collnér
Carl Samuel Collnér, född 29 maj 1779 i Sigtuna, död 26 januari 1830 på Danvikens hospital, var en svensk pedagog.
Collnér var son till borgmästaren i Sigtuna Erik Collnéer, som avlidit kort före sonens födelse. Modern flyttade en tid därefter till Uppsala, där hon 1781 gifte om sig med färgaren Olof Trysell. Collnér blev elev vid Uppsala katedralskola 1790, student vid Uppsala universitet 1792 vid Lunds universitet 1803 och blev filosofie magister 1805 med en av honom själv författad avhandling inom arkeologin. Han började därefter verka som författare i Pestalozziansksk anda. Troligen hade Collnér lärt känna de nya pedagogiska strömningarna genom Karl Fredrik Vierecks pestalozzianska skolor på A. F. Tornérhielms gods Dömestorp och Rutger Macleans Svaneholm. Han utgav ett flertal pedagogisk-teoretiska skrifter och läroböcker i svenska språket, 1807 erhöll han tillstånd att meddela enskild undervisning i Lund angående Pestalozzis elementarmetod. 1808 utgav han en översättning av Jean-Jacques Rousseaus Émile eller om uppfostran där han infogade ett tillägg om Pestalozzis uppfostringslära. Collnér var 1811 sysselsatt med att upprätta ett Pestalozziinstitut. 1811-12 utgav han två häften av Läsning för svenskar, en litterär tidskrift med blandade politiska och pedagogiska uppsatser. 1812 utgav han även Försök i svenska språkläran, ett arbete där han förordade en stavning baserad på ett rikssvenskt uttal, en slags modifierad fonetisk skrift. 1815 utgav han Lärobok i swenska språket för begynnare där han försökte lansera försvenskade benämningar på de grammatiska termerna för att de lättare skulle kunna förstås i bredare kretsar. 
1816 drabbades Collnér av sinnessjukdom och intogs på Danvikens hospital. Sedan hans bror avlidit och hans mor inte längre kunde försörja hans vistelse där överfördes han 1819 från fribröd till fattigkost på hospitalet.